# Steven Pinto-Borges
Pour les articles homonymes, voir Borges.
Steven Pinto-Borges, né le 26 mars 1986 à Vitry-sur-Seine (Val-de-Marne), est un footballeur franco-portugais. Il évolue au poste de milieu de terrain.

## Biographie
Il est sélectionné dans l'équipe du Portugal -20 ans qui termine à la quatrième place du tournoi de Toulon 2007.
Il prend sa retraite de joueur en 2022 et intègre la cellule de recrutement du FC Annecy.

## Palmarès
- Vainqueur de la Coupe de France en 2009 avec l'EA Guingamp.
- Champion de CFA en 2017 avec Grenoble Foot 38.